# Gloster Aircraft Company
Die Gloster Aircraft Company, ursprünglich Gloucestershire Aircraft Company, war ein britischer Flugzeughersteller. Das 1917 gegründete Unternehmen schloss sich 1961 mit Armstrong Whitworth Aircraft zur Whitworth Gloster Ltd. zusammen.
Bekannt wurde es durch die Entwicklung der ersten britischen Strahlflugzeuge, der Gloster E.28/39 und der Gloster Meteor.

## Geschichte

### Anfangsjahre
Während des Ersten Weltkrieges gründete der Flugzeughersteller Airco am 5. Juni 1917 das Unternehmen Gloucestershire Aircraft Co. in Cheltenham. Produziert wurden zunächst Maschinen in Lizenz für die Unternehmen Airco, Nieuport und Bristol Aeroplane Company mit einem Ausstoß von 45 Maschinen pro Woche bis Kriegsende.
Da sich der nächste Flugplatz im sieben Meilen entfernten Hucclecote (Gloucestershire) befand, mussten die Flugzeuge an einen Lastwagen angehängt dorthin transportiert werden. Da die Radlager der Maschinen nicht für diese Rollstrecken ausgelegt waren, liefen sie regelmäßig heiß. Es ist überliefert, dass die Mitarbeiter anfangs auf die Achsen uriniert haben sollen, um die Radlager zu kühlen. Später sind für diesen Zweck Wasserbehälter mitgeführt worden. 1928 wurde die Fertigung endgültig nach Hucclecote verlegt.

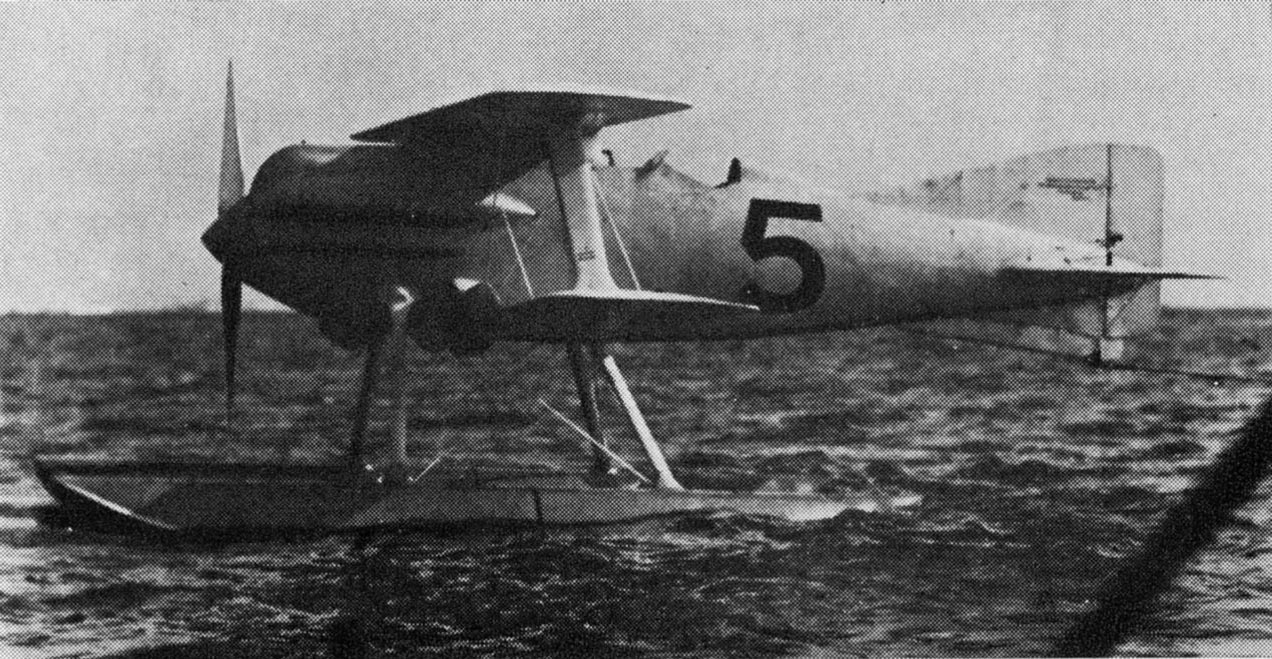
Gloster III

1921 erfolgte die Einstellung von Henry Phillip Folland als Chefkonstrukteur. Unter seiner Federführung wollte sich das Unternehmen als Hersteller hochentwickelter Flugzeuge präsentieren, um das britische Luftfahrtministerium mit erfolgreichen Rennflugzeugen zu beeindrucken und Aufträge für Militärflugzeuge zu erhalten. Dabei sollten die mit Schwimmern ausgestatteten Maschinen Erfolge in den Rennen der Schneider-Trophy erzielen. Die Rennflugzeuge waren jedoch nur mäßig erfolgreich. In der Folge entwickelte Folland verbesserte Tragflügel für die weiterhin produzierten Doppeldecker des Herstellers.
Die von Gloucestershire Aircraft neu konstruierten Modelle galten als technisch veraltet, zudem trugen sie, auf Grund der Vorgaben des Luftfahrtministeriums oftmals eigenwillige Namen, wie die von seltenen Vögeln (z. B. Grebe = Lappentaucher oder Steißfuß). Einen kleinen Erfolg erzielte man mit der Grebe. Von ihr wurden fast 100 Maschinen an die RAF ausgeliefert. Sie standen von 1924 bis 1929 im Dienst der britischen Luftwaffe. 
1926 wurde die für viele Auslandskunden nahezu unaussprechliche Unternehmensbezeichnung in Gloster Aircraft Co. geändert. 1927 übernahm Gloster einen Zulieferbetrieb, die Steel Wing Company.

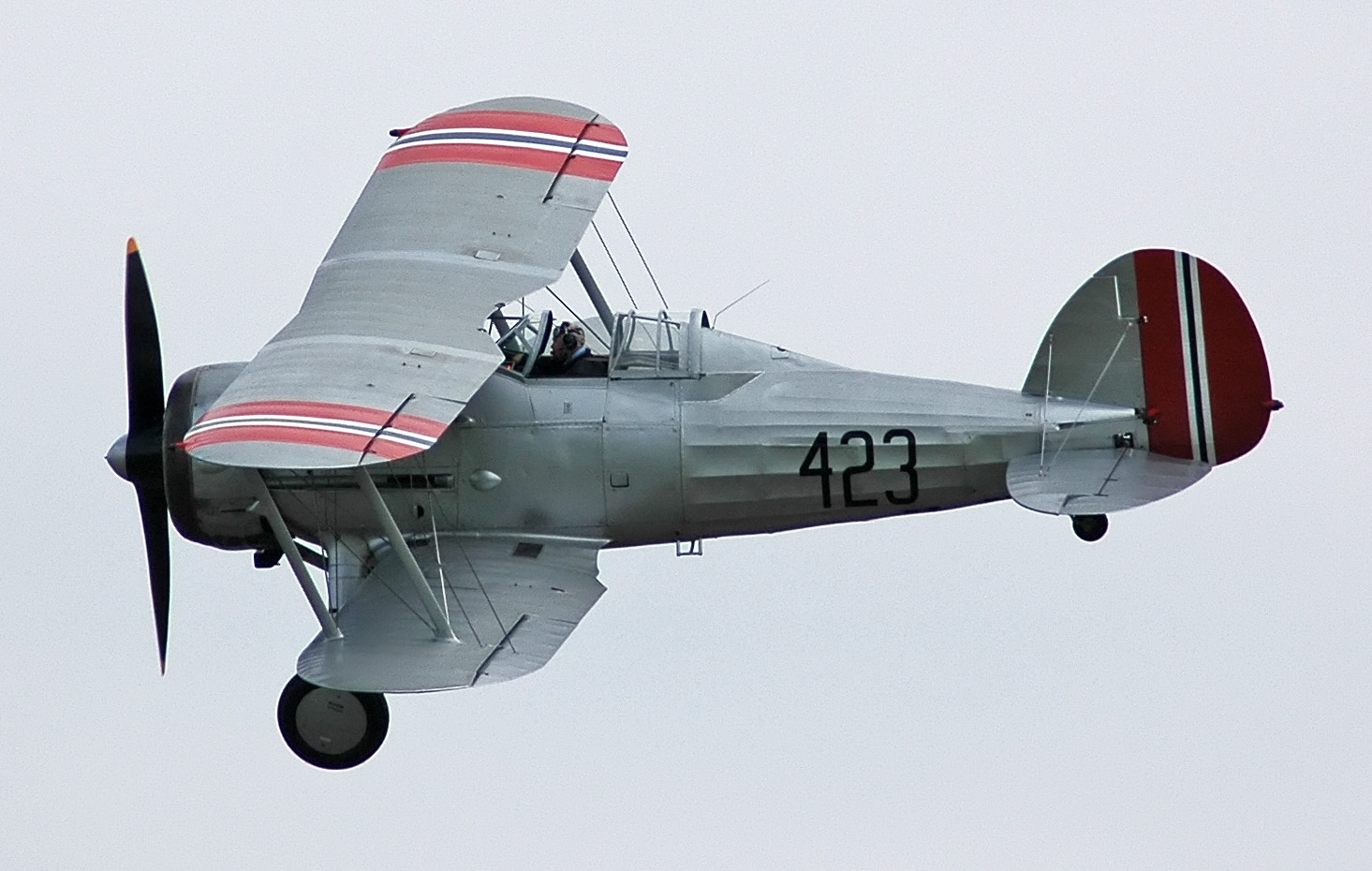
Gladiator

### Übernahme durch Hawker
1934 verließ Harry P. Folland das Unternehmen. Im gleichen Jahr wurde Gloster von Hawker Aircraft übernommen, jedoch behielt Gloster eine gewisse Eigenständigkeit und firmierte weiterhin als so genannte Gloster-Division innerhalb der Hawker-Siddeley-Gruppe. 
Im Jahre 1935 folgte eine weitere kommerziell erfolgreiche Konstruktion, die Gloster Gladiator. Dieses Doppeldecker-Jagdflugzeug tat ab 1937 in vielen Verbänden der britischen Luftwaffe Dienst, bis es durch die Supermarine Spitfire abgelöst wurde. Es konnte erfolgreich in eine Vielzahl anderer Länder exportiert werden.

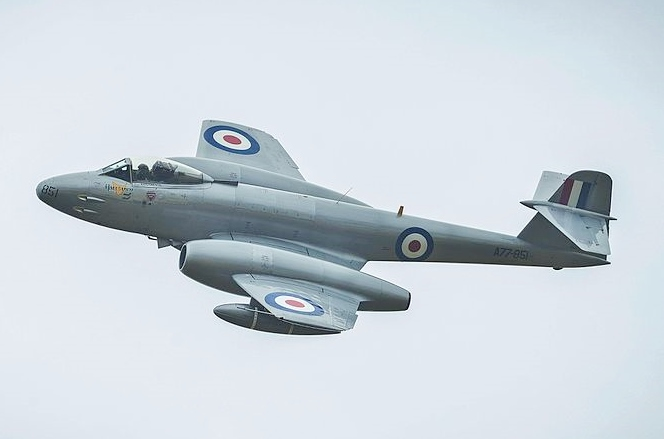
Meteor

Einen Namen machte sich Gloster durch Entwicklungen auf dem Gebiet der strahlgetriebenen Flugzeuge. So entwarf Gloster im Jahre 1938 mit der Gloster E.28/39 die Zelle für die von Frank Whittle entwickelte Gasturbine sowie den ersten Strahljäger der britischen Luftwaffe, die zweistrahlige Gloster Meteor. Sie hatte ihren Erstflug im Jahre 1943 und flog gegen Ende des Zweiten Weltkriegs 1944/45 noch Kampfeinsätze.
Auch das erste strahlgetriebene Jagdflugzeug der RAF mit Deltaflügeln, die Javelin, war eine Gloster-Entwicklung. Dieses Flugzeug erlangte im Juli 1954 die Serienreife und war das letzte unter dem Namen Gloster produzierte Modell. 1961 wurden die Unternehmen Armstrong Whitworth und Gloster zusammengefasst und bildeten nunmehr die Whitworth-Gloster-Division des Hawker-Siddeley-Konzerns.